# Fase di lancio e prima messa in orbita
In astronautica, e in particolare nell'ambito dei lanci spaziali, la fase di lancio e prima messa in orbita, abbreviata LEOP, dall'inglese Launch and Early Orbit Phase, è la fase che comincia quando un veicolo spaziale parte da Terra a bordo del lanciatore e termina quando esso si separa dal lanciatore, effettua le manovre di inserimento in orbita e i controllori hanno verificato che tutti i sistemi di bordo sono operativi.
È una delle fasi più critiche dell'intero lancio e durante essa il veicolo viene controllato e monitorato continuamente. Inoltre i sottosistemi del veicolo vengono accesi e testati, le eventuali parti dispiegabili della struttura (antenne, pannelli solari ecc.) vengono aperte e vengono effettuate delle manovre di controllo di assetto per far raggiungere al veicolo l'orientazione desiderata.
Un classico esempio di fase LEOP è il trasferimento in orbita geostazionaria che un satellite geostazionario compie da quando si separa dal lanciatore in orbita terrestre bassa a quando raggiunge l'orbita geostazionaria finale.